# Pseudepipona dantici
Pseudepipona dantici är en stekelart som först beskrevs av Rossi.  Pseudepipona dantici ingår i släktet Pseudepipona och familjen Eumenidae. Inga underarter finns listade i Catalogue of Life.